# Bruckhof (Illertissen)
Bruckhof ist ein Gemeindeteil der Stadt Illertissen im schwäbischen Landkreis Neu-Ulm, Bayern.

## Geographie
Der Ort liegt einen Kilometer westlich des Hauptortes nahe dem Sportgelände der Stadt Illertissen, zwischen Altenstädter Kanal und Brunnenbach.

## Geschichte
Der Ort gehörte früher zur Gemeinde Au und wurde mit dieser im Zuge der Gebietsreform in Bayern am 1. Januar 1978 nach Illertissen eingegliedert.